# Paramesotriton fuzhongensis
Paramesotriton fuzhongensis é uma espécie de anfíbio caudado pertencente à família Salamandridae. Endêmica da China.